# Estação Campo Limpo
A Estação Campo Limpo é uma estação de metrô da Linha 5–Lilás, localizada na zona sudoeste da cidade de São Paulo. Ela é operada pela ViaMobilidade. Foi inaugurada em 20 de outubro de 2002, junto às estações que compreendem o trecho entre a Estação Capão Redondo e a Estação Largo Treze, em Santo Amaro. 
Está localizada na Avenida Carlos Caldeira Filho, esquina com a Rua Rogério de Paula Brito, na divisa dos distritos do Capão Redondo e Campo Limpo. Possui integração tarifada com o terminal de ônibus da EMTU, que atende as cidades de Embu das Artes e Taboão da Serra.

## Informações gerais

### Acessos
- Entrada principal na Rua Noanamá, 85
- Acesso pelo terminal metropolitano da EMTU

### Arquitetura
Com projeto básico feito pela empresa Harza-Hidrobrasileira e elaborada pelo arquiteto Luiz Carlos Esteves, a estação possui uma estrutura em concreto aparente, com pilares de seção circular, e plataformas formadas por estruturas de aço de 34 metros. Seu hall de distribuição e suas salas operacionais se encontram no nível térreo, que dá acesso ao Terminal de Ônibus Urbano operado pela EMTU.
Estação elevada, em curva, com hall de distribuição no nível térreo, estrutura em concreto aparente, plataformas laterais em estrutura mista de concreto e metálica, com cobertura de estrutura metálica aporticada em forma elíptica e telhas de alumínio tipo sanduíche.
A área construída dessa estação, incluso o terminal, é de 5.828m².

### Características
Circulação vertical composta de 6 escadas rolantes, 2 escadas fixas e 2 elevadores. Capacidade de até 10.872 passageiros/hora/pico (no horizonte 2010).
Possui acessos para portadores de deficiência e integração com Terminal de Ônibus Urbano.
Esta estação também possui acesso na área externa para o Shopping Campo Limpo. Dia 30/09/2010, em comemoração aos 73 anos do bairro do Campo Limpo, foi inaugurada uma passarela que interliga o acesso exterior da estação ao empreendimento comercial, especificamente ao terceiro (e último) piso do estacionamento. Possui 65 metros de comprimento e um elevador para pessoas com mobilidade reduzida. Foram gastos mais de R$ 1,6 milhões, e fica acessível independente do funcionamento do shopping e/ou estação.

## Informações da linha
| Linha   | Terminais                      | Estações | Principais destinos | Duração das viagens (min) | Intervalo mínimo entre trens (s) | Funcionamento                                                         |
| ------- | ------------------------------ | -------- | --- | ------------------------- | -------------------------------- | --------------------------------------------------------------------- |
| 5 Lilás | Capão Redondo ↔ Chácara Klabin | 17       | Vila Mariana, Vila Clementino, Ibirapuera, Moema, Indianópolis, Campo Belo, Brooklin, Santo Amaro, Jardim São Luís, Campo Limpo, Capão Redondo | 33                        | 75 (projetado) 165 (atual)       | De domingo a sexta-feira, das 4h40 às 0h. Aos sábados das 4h40 às 1h. |

## Terminal Metropolitano
Esta estação conta com uma integração paga a um terminal metropolitano com linhas intermunicipais da EMTU que atendem aos municípios de Embu das Artes e Taboão da Serra. Além destes, é atendida por linhas municipais da SPTrans que realizam passagem ou final nesta estação.